# Wilhelm Henie

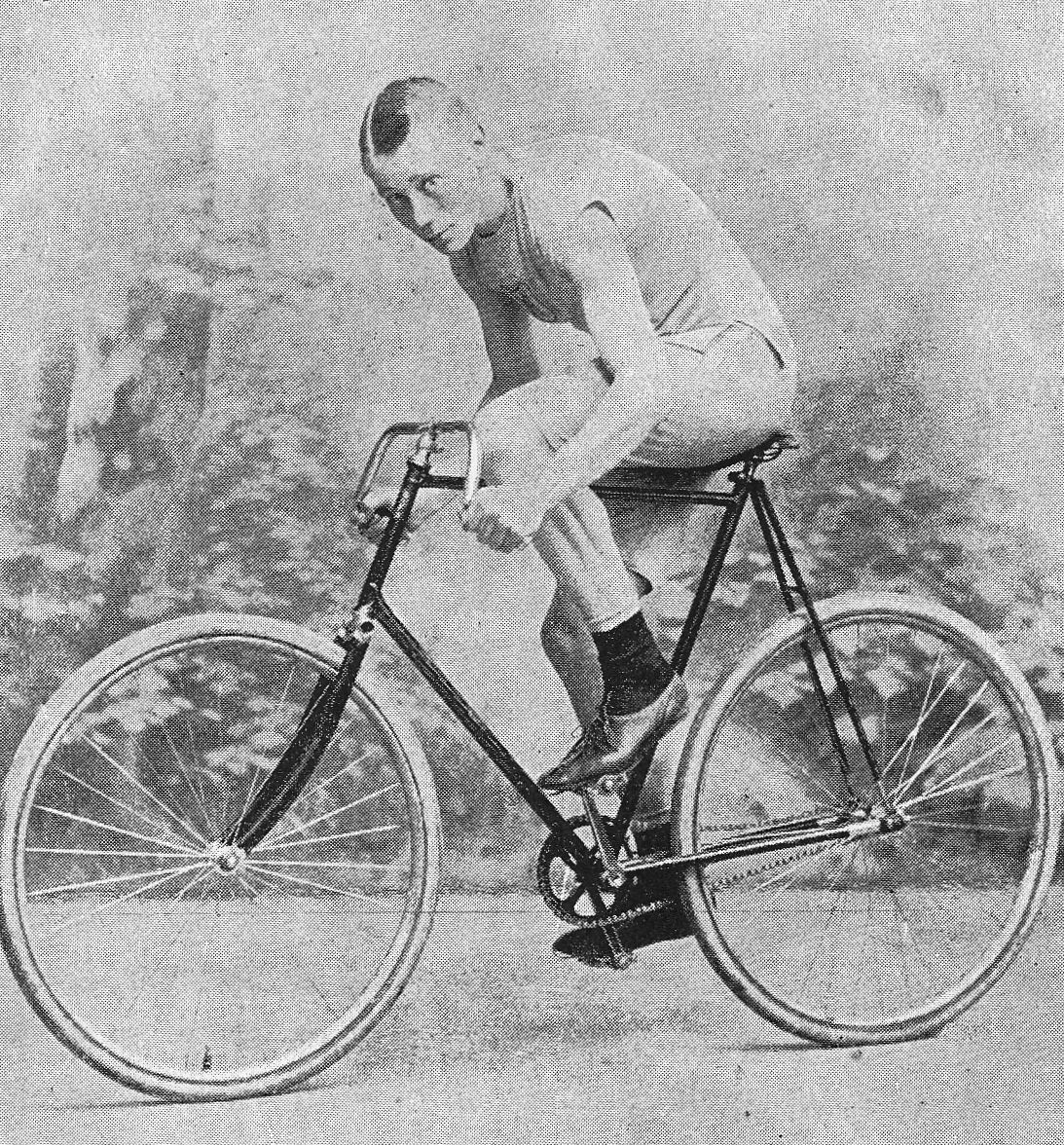
Wilhelm Henie

Wilhelm Henie (ur. 7 września 1872 w Kristianii, zm. 10 maja 1937) – norweski kolarz torowy i panczenista, trzykrotny medalista torowych mistrzostw świata oraz wicemistrz Europy w wieloboju.

## Kariera
Pierwszy sukces w karierze Wilhelm Henie osiągał w 1894 roku, kiedy zdobył złoty medal w wyścigu ze startu zatrzymanego amatorów podczas torowych mistrzostw świata w Antwerpii. W zawodach tych bezpośrednio wyprzedził Brytyjczyka Jacka Greena oraz Belga Georges'a Van Oolena. Tym samym został pierwszym sportowcem z Norwegii, który oficjalnie wywalczył tytuł mistrza świata. Na rozgrywanych rok później mistrzostwach świata w Kolonii zajął trzecie miejsce w tej samej konkurencji, przegrywając z dwoma reprezentantami Holendrami Mathieu Cordangiem i Ceesem Witteveenem. Ostatni medal w kolarstwie wywalczył podczas mistrzostw świata w Paryżu w 1900 roku, gdzie zajął drugie miejsce za Francuzem Louisem Bastienem. W międzyczasie wystąpił również na mistrzostwach Europy w łyżwiarstwie szybkim w wieloboju w Hamburgu w 1896 roku, gdzie zdobył srebrny medal. Był trzeci na 1500 m, 5000 m i 10000 m oraz drugi na 500 m, w wyniku czego wyprzedził go tylko reprezentant gospodarzy Julius Seyler.
Jego córka Sonja Henie uprawiała łyżwiarstwo figurowe. Wilhelm Henie był jej menedżerem.